# SV Prüm
Der SV Prüm (offiziell: Sportverein Prüm 1920 e. V.) war ein Sportverein in Prüm im Eifelkreis Bitburg-Prüm. Die erste Fußballmannschaft spielte sieben Jahre in der damals dritt- bzw. viertklassigen Oberliga Südwest.

## Geschichte
Der Verein wurde am 12. April 1920 gegründet und mit dem Ende des Zweiten Weltkriegs 1945 aufgelöst. Die Neugründung erfolgte am 8. April 1946. Am 1. Juli 1979 schloss sich die Betriebsmannschaft der Streif AG dem SV Prüm an, der seitdem als SG Streif Prüm antrat. Ab 1995 wurde der Name SV Prüm wieder angenommen.
1965 gelang dem SV Prüm der Aufstieg in die Amateurliga Rheinland, aus der die Mannschaft prompt wieder abstieg. Erst 1980 gelang der erneute Wiederaufstieg in die mittlerweile in Verbandsliga Rheinland genannte Spielklasse. Dieses Mal konnte sich der SVP in der Liga etablieren, kam aber zunächst nicht über den Abstiegskampf hinaus. Erst Ende der 1980er Jahre erreichte der Verein höhere Tabellenregionen. 1993 wurden die Prümer mit drei Punkten Vorsprung auf die TuS Koblenz Meister und stiegen in die Oberliga Südwest auf. Zwei Jahre später stieg die Mannschaft wieder ab.
Nach dem sofortigen Wiederaufstieg folgten mehrere Jahre in der unteren Tabellenhälfte der Oberliga. Größter Erfolg war Platz elf in der Saison 1998/99. Im Jahre 1998 erreichte der SV Prüm das Endspiel um den Rheinlandpokal, das mit 0:2 gegen die Eisbachtaler Sportfreunde verloren wurde. In der Saison 2000/01 musste der Verein die Mannschaft nach 37 Spielen, von denen 34 verloren wurden, die Mannschaft aus der Liga zurückziehen. Anschließend ging der Verein in die Insolvenz und wurde aufgelöst.
Als Nachfolgeverein wurde am 15. Juni 2001 der FC Prüm gegründet. Dieser bildet seit 2010 mit dem 1. FC Rommersheim und dem SSV Wallersheim die Spielgemeinschaft SG Prümer Land, die seit 2012 in der Kreisliga B antritt. Seit der Saison 2017/18 spielt der FC Prüm in der Kreisliga A Eifel.

## Persönlichkeiten
- Birgit Bormann
- Werner Kartz
- Erich Maas
- Helmut Wahlen